# Altense Clube
Altense Clube é uma agremiação esportiva da cidade de São Sebastião do Alto. O clube participa da Liga Desportiva de São Sebastião do Alto.

## História
O Altense Clube foi fundado em 10 de dezembro de 1949 na cidade de São Sebastião do Alto, Estado do Rio de Janeiro. Todos aqueles que idealizaram sua fundação, organização social e desportiva, estão registrados na história do clube como Sócios Fundadores, através de seu Estatuto.
O Altense Clube Disputou a Super Copa Noroeste em 2019.

## Simbolos

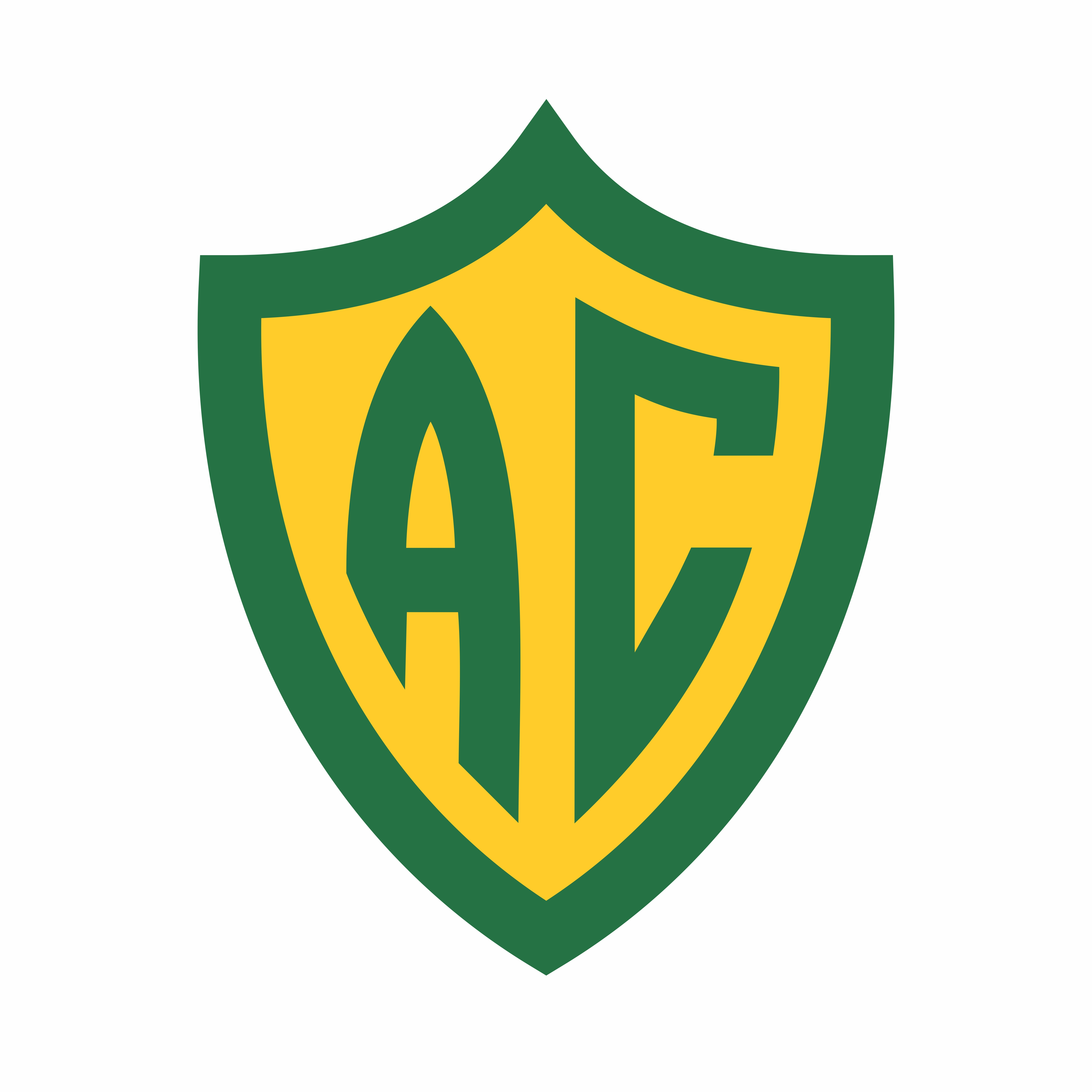
Escudo Oficial do Altense Clube

### Escudo
O escudo do Altense Clube possui influências de origem suíça, de formato semelhante ao do escudo clássico, mas com a parte superior recortada, com projeção superior central estendida verticalmente, com borda verde e interior amarelo, com monograma A e C lado a lado na cor verde.

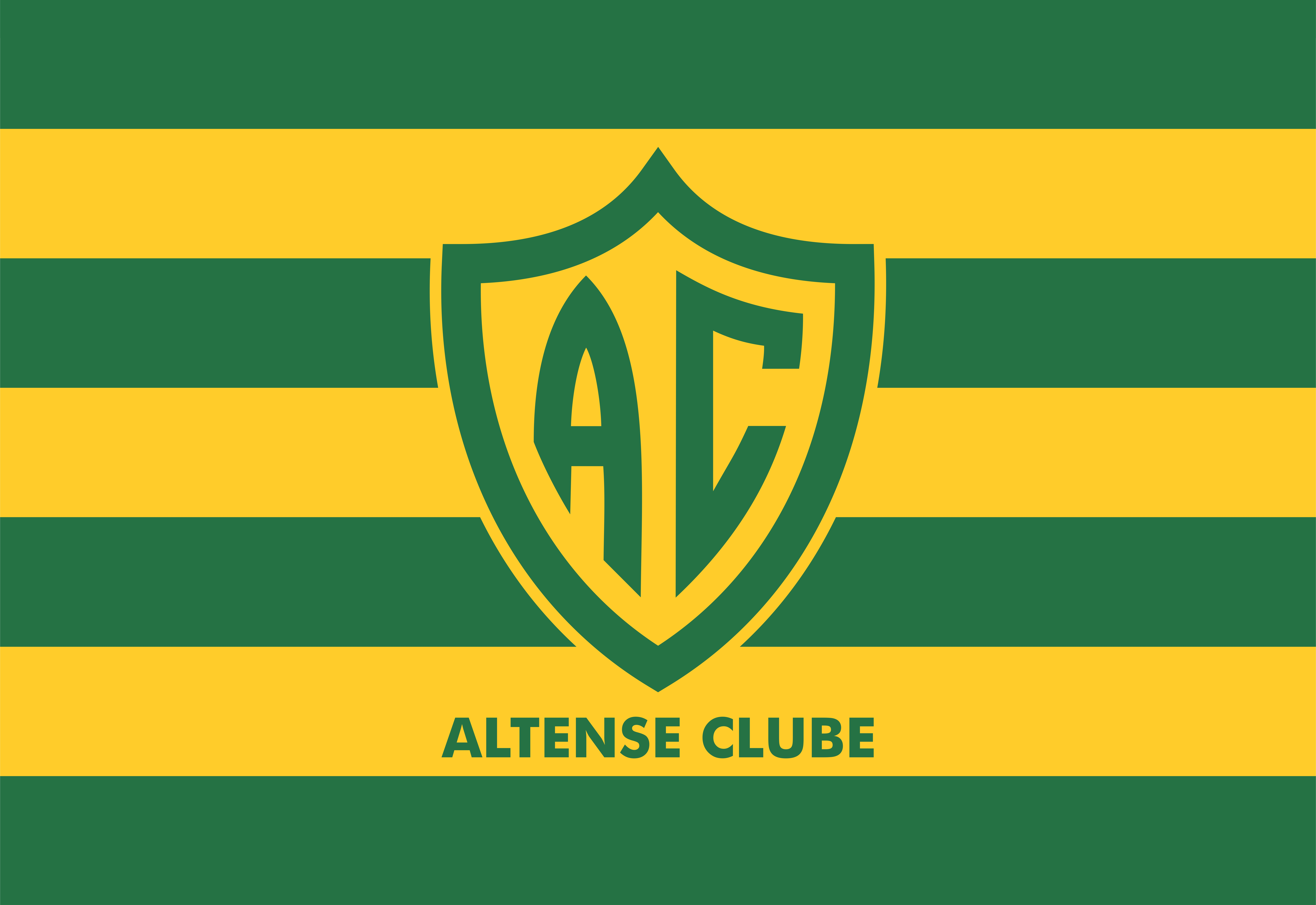
Bandeira Oficial do Altense Clube

### Bandeira
A bandeira oficial do Altese Clube é dividida em sete partes iguais, para cálculo das dimensões, constituindo cada parte um módulo horizontal, sendo quatro verdes e três amarelas interpostas, conforme tonalidade da Bandeira Nacional, começando e terminando pela cor verde, para que fique delimitado o começo e o final da bandeira, sem que haja nenhuma dúvida,  com o escudo ao centro ocupando cinco sétimos e inscrição Altense Clube abaixo.

### Uniforme Nº 1
O uniforme numero um é composto por listras na orientação vertical e cores verde e amarela no tamanho padrão de seis centímetros e meio. A listra verde estará sempre ao centro da camisa, com escudo proporcional de oito centímetros de largura na altura do peito e do lado esquerdo, centralizado entre a cor amarela e verde. A inscrição Altense Clube estará na parte posterior superior. O calção verde com escudo do lado direito e meião listrado horizontalmente, sempre nas cores verde e amarelo.

### Uniforme Nº 2
O uniforme numero dois é composto por camisa verde. O escudo estará sempre na altura do peito e do lado esquerdo. A inscrição Altense Clube estará na parte posterior superior. O calção é amarelo com escudo do lado direito e meião amarelo.

### Uniforme Nº 3
O uniforme numero três é composto por  camisa na cor predominante branca. O escudo estará sempre na altura do peito e do lado esquerdo. A inscrição Altense Clube estará na parte posterior superior. O calção branco com escudo do lado direito e meião branco.

## 70 anos
No ano de 2019, o Auriverde festejou seus setenta anos de fundação lançando uma linha exclusiva de produtos e vestuários esportivos com um escudo comemorativo em alusão à data. 
No dia 09 de dezembro de 2019, a Câmara Municipal de Vereadores de São Sebastião do Alto, no Plenário Américo Teixeira Vogas, concedeu à comissão esportiva e diretoria do Altense Clube uma Moção de Congratulação e Aplausos da casa legislativa pelos destaques, movimentos sociais e desportivos realizados o ano de dois mil de dezenove, bem como pela celebração dos setenta anos do Altense Clube.
Também foi desenvolvida uma agenda de eventos esportivos e de confraternização com a presença dos atletas, comissão, diretoria, associados e toda comunidade altense. 
A agenda esportiva teve início com diversos jogos comemorativos na quadra esportiva Professor Mario Cesar Martins, nos dias 10  e 11 de dezembro, com jogos de futebol de salão nas categorias de base, intermediária e adulto. 
No dia 14 de dezembro, foram realizados jogos de futebol de campo no Estádio Altense Clube,  nas categorias aspirantes, principal e máster. O sábado festivo finalizou em uma calorosa e popular confraternização com uma tradicional roda de samba e pagode.

## Sede Social
A Sede Social do Altense Clube está localizada na Rua Cel. Francisco Salustiano Pinto, Centro de São Sebastião do Alto, onde funciona todos os seus departametos administrativos, bem como, salão de festas, piscina, saunas e bares. Situado em uma elevação natural, pode-se avistar quase toda a cidade de São Sebastião do Alto.

## Estádio Altense Clube
O Estádio Altense Clube está localizado na Rua Sebastião Carlos Miliose Montechiari, Centro de São Sebastião do Alto, e dispõe de campo de futebol, vestiários, quadra de areia, bares e pista favorável à prática esportiva de caminhada e corrida. Situado em meio à área de mata preservada, possui um clima bem agradável.

## Futsal
No futebol de salão o Altense Clube disputa as categorias Sub-9, Sub-11, Sub-15, Sub-17 e Principal.

## Futebol de Campo
No futebol de campo o Altense Clube disputa as categorias Sub-20, Sub-23, Principal e Máster.
Na categoria Sub-20 foi o primeiro campeão da Copa Noroeste, realizada em 2018.

## Estatísticas

### Participações
| Competição          | Temporadas | Melhor campanha     | Estreia | Última | P | R |
| ------------------- | ---------- | ------------------- | ------- | ------ | - | - |
| Super Copa Noroeste | 1          | Vice-campeão (2022) | 2019    | 2022   | – | – |